# Robert S. Baker
Robert Sidney Baker (* 17. Oktober 1916; † 30. September 2009) war ein britischer Film- und Fernsehserienproduzent, der zeitweise als Regisseur tätig war.

## Karriere
Trotz seiner Karriere in Film und TV-Serien war Baker vor allem für seine langjährige Berufsbeziehung mit Monty Berman bekannt. Die Idee zur britischen Fernsehserie „Die 2“ (englisch: The Persuaders!) ging auf Baker zurück.

## Filmografie (Auswahl)

### Als Produzent
- 1952: The Voice of Merrill
- 1953: The Steel Key
- 1958: Der blinde Rächer (Blind Spot)
- 1958: Der Dämon mit den blutigen Händen (Blood of the Vampire)
- 1958: Die schwarzen Teufel von El Alamein (Sea of Sand)
- 1959: Der Goliath von Galway (Home Is the Hero)
- 1959: Eine Stadt sucht einen Mörder (Jack the Ripper)
- 1960: Der Arzt und die Teufel (The Flesh and the Fiends)
- 1960: Verbrecherzentrale Sidney Street (The Siege of Sidney Street)
- 1961: Der rote Herzog (The Hellfire Club)
- 1961: Das Geheimnis von Monte Christo (The Treasure of Monte Cristo)
- 1961: Leiche auf Urlaub (What a Carve Up!)
- 1962–1969: Simon Templar (The Saint) (79 Folgen)
- 1966: Der Baron
- 1969: Tödlicher Salut (Crossplot)
- 1969: Hermetico – Die unsichtbare Region (The Fiction Makers)
- 1971–1972: Die 2 (The Persuaders; Fernsehserie) (24 Folgen)
- 1978–1979: Simon Templar – Ein Gentleman mit Heiligenschein (Return of the Saint) (24 Folgen)
- 1997: Der Mann ohne Namen (The Saint)